# Sisu Nasu
A Sisu Nasu (amely a Nauha-Sisu rövidítése, magyar jelentése Lánctalpas Sisu, a Nasu magyar jelentése pedig Malacka) egy lánctalpas csuklós terepjáró szállítójármű, melyet a Sisu Auto fejlesztett ki a finn hadseregnek. A jármű két egységből áll, mindkét egység lánctalpjai meghajtottak. A Nasu 17 fő szállítására képes, vontatmányára különféle eszközöket lehet szerelni. Két fő változat létezik, az NA–140 BT és az NA–110.
Habár külsőre nagyon hasonlít a Bandvagn 206-ra, amelyet ugyancsak rendszeresítettek a finn hadseregnél, a Nasu egy teljesen új tervezet, majdnem egy méterrel hosszabb és egy tonnával nehezebb. A Bv 206-nál nagyobb súlyt képes szállítani. A Nasut katonák és felszerelés szállítására tervezték Észak-Finnország havas és lápos vidékein keresztül. Emiatt felszerelték négy széles (62 cm) gumilánctalppal. Az alacsony talajnyomás lehetővé teszi a Nasu számára, hogy a legnehezebb körülmények között üzemeltessék. Emellett teljesen kétéltű, a vízben lánctalpaival hajtja magát, sebessége 6 km/h.
A szállítható tömeg 1950 kg, emellett egy maximum 2500 kg súlyú utánfutót is lehet vontatni a második egység után.
A járműből több, mint 500 darabot gyártottak, felhasználási területei között van a személyszállítás és a fegyverplatformként való alkalmazása is (BGM–71 TOW irányított páncéltörő rakéták, 120 mm-es aknavetők). Az alap gyalogsági változat esetében a tetőn elhelyeztek egy 12,7 mm-es NSZV légvédelmi géppuskát. Emellett létezik parancsnoki, jeladó és mentő változat is.
Az Egyesült Államokban a járművek ezen fajtáját Small Unit Support Vehicle-nek nevezik.

## Változatok
- NA–140 BT – 1986 és 1991 között gyártották. Meghajtásáról egy Rover 3,5 (3,9) V–8 benzinmotor gondoskodik (142 kW/280 Nm). Súlya 4850 kg, hasznos terhelése 1950 kg, hosszúsága 7,55 m, szélessége 1,91 m, magassága 2,30 m, szállítható személyek száma 5 fő az első egységben (beleértve a vezetőt), 12 fő a hátsó egységben.
- NA–110 – 1992 és 1994 között gyártották. Meghajtásáról egy GM 6,2 l Heavy Duty V–8 dízelmotor gondoskodik (113 kW/346 Nm). Súlya 5,250 kg, hasznos terhelése 1950 kg, hosszúsága 7,67 m, szélessége 1,91 m, magassága 2,38 m, szállítható személyek száma 5 fő az első egységben (beleértve a vezetőt), 12 fő a hátsó egységben.
- NA–111 GT – Jeladóállomás.
- NA–122 – 120 KRH 92 típusú 120 mm-es aknavetővel felszerelt változat, amely 14 darab aknagránát szállítására képes a hátsó egységben. Katonai jelölése a Krh–TeKa.

A jármű egy hidraulikus dugattyú segítségével fordul, melyet a két egység kapcsolásánál helyeztek el. A dugattyút egy kormánykerékkel lehet működtetni, így a jármű vezetése hasonló egy hétköznapi autójéhoz. Ez az egyetlen lánctalpas jármű, amelyet H típusú jogosítvány nélkül lehet vezetni az angliai közutakon, mivel a kormányzáshoz nincs szükség karokra, mint a hagyományos harckocsik esetében.

## Üzemeltetők

### Katonai
- Finnország – A Kainuu dandár és a Jaeger dandár üzemelteti a járműveket, mint fő szállító járműveket. Rajtuk kívül a legtöbb dandár rendelkezik néhány járművel. A múltban az Észak-karéliai dandárnak is ez a típus volt a fő szállítójárműje, de leváltották őket a 2008-ban megjelent Sisu A2045  teherautókra.
- Franciaország
- India
- Mexikó

### Polgári
- Finnország – Két Nasut használnak az Aboa kutatóállomáson, emellett több tűzoltóság is használja a járművet.
- Kína
- Törökország – Rendőri egységek (47 jármű).

## Fordítás
Ez a szócikk részben vagy egészben  a   Sisu Nasu című angol Wikipédia-szócikk ezen változatának fordításán alapul.  Az eredeti cikk szerkesztőit annak laptörténete sorolja fel. Ez a jelzés csupán a megfogalmazás eredetét és a szerzői jogokat jelzi, nem szolgál a cikkben szereplő információk forrásmegjelöléseként.